# Dicranota luteola
Dicranota luteola är en tvåvingeart som beskrevs av Alexander 1938. Dicranota luteola ingår i släktet Dicranota och familjen hårögonharkrankar. Inga underarter finns listade i Catalogue of Life.